# عادل حربي

## عادل حربي

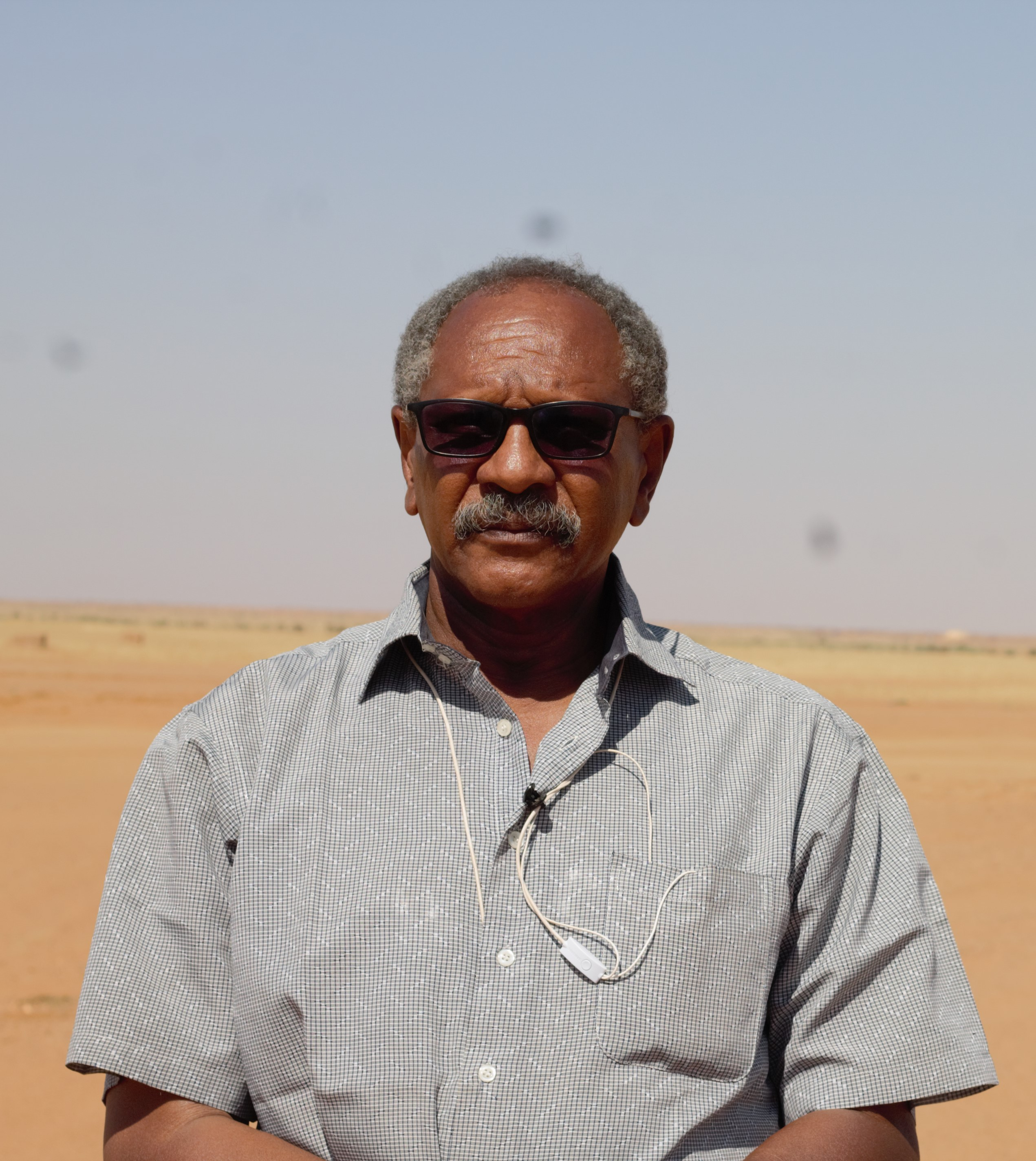
مسرحية حب في الصحراء (المك نمر) مهرجان المسرح الصحراوي الشارقة – ديسمبر ١٦ / ١٢ / ٢٠١٩ م بصحراء الكهيف

خبير مسرحي وخبير تراث حي في فنون الأداء
مصمم عروض, مخرج وممثل مسرحي سوداني. ولد 1 يناير 1956.

## الشهادات
- درجة البكالوريوس تخصص تمثيل وإخراج من أكاديمية الفنون في المعهد العالي للفنون المسرحية بالقاهرة عام 1982م.
- درجة الدبلوم العالي تخصص إخراج من أكاديمية الفنون في المعهد العالي للفنون المسرحية بالقاهرة عام 1985م.
- درجة الماجستير في الدراما - رسالة بعنوان إمكانية الاستفادة من الظواهر الطقسية والممارسات الشعبية السودانية في إعداد وتدريب الممثل. من أكاديمية الفنون في المعهد العالي للفنون المسرحية بالقاهرة في 19/1/1993م.

### المراتب الوظيفية
- يشغل حاليا منصب أستاذ مشارك بكلية الموسيقى و الدراما و رئيسا لإتحاد تجمع الفنانين السودانيين بمصر.[4]
- شغل منصب عميد كلية الموسيقى والدراما[5] بجامعة السودان 2019م - 2021م، عمل معيداً في كلية الموسيقا والدراما في جامعة السودان منذ عام 1982م.
  - معيدا في كلية الموسيقا والدراما في جامعة السودان منذ عام 1982م  - درجة محاضر في كلية الموسيقى والدراما عام 1989م. - ترقى لأستاذ مساعد منذ عام 1996م. - أستاذ مشارك أغسطس 2000م. - رئيس لشعبة التمثيل منذ عام 1993م وحتى مارس 1999م. - رئيس لشعبة الإخراج منذ عام 2001م- 2004م. - رئيساً لقسم الدراما منذ عام 2004م- 2009م. - مديراً مكلفاً للفرقة القومية للفنون الشعبية بقرار وزاري من مارس 1994م إلى يناير 1999م. - نائبا لعميد كليه الموسيقى والدراما منذ عام 2010  - عميد كلية الموسيقى والدراما[5] بجامعة السودان 2019م - 2021م

#### المؤلفات
- فنون الأداء التمثيلي في السودان الأبعاد الثقافية- الجزء الأول- سلسلة أروقة الخرطوم 2002م.
- فنون الأداء التمثيلي في السودان- الأبعاد الحرفية التقنية- الجزء الثاني- سلسلة أروقة الخرطوم 2003م.
- محاور في المسرح العالمي- الأفكار والتقنية- مطبوعات الخرطوم عاصمة للثقافة العربية 2005م.
- محاور درامية في الثقافة السودانية- دار النشر- الخرطوم 2006م.
- فن التمثيل والموروثات الثقافية – الهيئة العربية للمسرح 2022 م.[6]
- المسرح والعولمة- تحت الطبع

##### البحوث والدراسات
1- الجوقة في المسرح بريخت- مجلة الخرطوم، العدد الرابع يناير 1994م، ص94.
2- إمكانية الاستفادة من الألعاب الشعبية في مسرح الأطفال (الجزء الأول) مجلة الخرطوم العدد الخامس- فبراير 1994م، ص75.
3- إمكانية الاستفادة من الألعاب الشعبية في مسرح الأطفال (الجزء الثاني التطبيق) مجلة الخرطوم العدد السادس- مارس 1994م، ص89.
4- انتونان آرتو- الأفكار والتكنيك- مجلة الخرطوم- العدد الثاني عشر- سبتمبر 1994م، ص95.
5- مسرح الأرينا- مجلة الخرطوم- العدد العشرون- فبراير/ مارس 1996م، ص117.
6- الكوميديا الموسيقية- مجلة الخرطوم- العدد الثالث والعشرون 1997، ص75.
7- المسرح بين الفراغ والزمن- مجلة مدارات- العدد الثاني- مجلس الاتحادي للمصنفات الأدبية، مجلس الاتحادي للمصنفات الأدبية والفنية 2004م.
8- التدريب والأداء الشعبي- مجلة الوازا- مركز توثيق الحياة السودانية- وزارة الثقافة الخرطوم- العدد الثاني عشر 2002م.
9- التدريب في الأداء الشعبي- مجلة الوازا- مركز توثيق الحياة السودانية، وزارة الثقافة، الخرطوم- العدد الثالث عشر- 2004م.
10- المسرح والمأزق الثقافي- مجلة كتابات- سودانية- مركز الدراسات السودانية- العدد 27 مارس 2004م.
-11.Sudanese Eolke Rituals AS A key to solving The cultural Dilemma of Sudanese theater.
- Ritual ND CEREMONIES IN SUDAN.
Amesterdam.Desember 2009.
12- الرقص الشعبي في السودان- مجلة الخرطوم 2005م- وزارة الثقافة- العدد الرابع- مايو 2005م.
13- الرؤيا الملحمية عند بريخت كاتباً ومخرجاً للكلاسيكيات تطبيقاً على مسرحية كوريولان- بحث غير منشور.
14- الضحك في مسرح يوجين يونسكو- مجلة الخرطوم- العدد الرابع والعشرون- تحت الطبع.
15- التعبير الجسدي- مجلة الخرطوم- العدد الخامس والعشرون- تحت الطبع.

##### تجارب مسرحية في الإخراج
1- مسرحية المجمرة- تأليف: الدكتور خالد المبارك- مسرح علي فهمي- أكاديمية الفنون 1997م.
2- مسرحية نقابة المنتحرين – تأليف: النعمان حسن- المسرح القومي 1983م.
3- مسرحية كابوس فني- تأليف: النعمان حسن- المسرح القومي 1985م.
4- مسرحية شخصوص ومؤلف- تأليف: الطيب مهدي- مسرح التلفزيون 1985م.
5- مسرحية ناس القبور واقفين طابور- تأليف: عبد اللطيف الرشيد- المسرح القومي 1987م.
6- مسرحية الحبل- تأليف: يوجين أونيل- مسرح علي فهمي- أكاديمية الفنون 1988م.
7- مسرحية يا عبده روق- تأليف عمر الدوش- المسرح القومي 1999م.
8- افتتاح مباني كلية التقانة- 1999م.
9- افتتاح معرض الخرطوم الدولي يناير 2002م.
10- الليلة المحمدية- تأليف الدكتور عثمان جمال الدين- المسرح القومي 2004م.
11- افتتاح الخرطوم عاصمة الثقافة العربية 2005م- تأليف د. سعد يوسف عبيد.
12- مسرحية طائر الصدى المفقود- تأليف البروفيسور/ عثمان جمال الدين- مسرح الفنون الشعبية 2009م.
- التصميم الحركي والرقصات:

- تصميم حركي- طلع البدر- إخراج علي مهدي – 1983م.
- ساهم في تصميم وإعادة كثير من رقصات الفنون الشعبية في الفترة من 1994م-1999م.
- تصميم حركي ورقصات افتتاح كلية التقانة 1999م.
- تصميم حركي ورقصات افتتاح معرض الخرطوم الدولي يناير 2002م.
- تصميم حركي- الليلة المحمدية 2004م.
- تصميم حركي ورقصات الافتتاح الخرطوم عاصمة للثقافة العربية 2005م.
- الإخراج والإشراف الفني للأسابيع الثقافية- للخرطوم عاصمة للثقافة.
- التمثيل:

- مسرحية (الإمبراطور جونز) تأليف: يوجين أونيل- إخراج عوض محمد عوض- مسرح السلام بالقاهرة- في دور جونز 1982م.
- مسرحية (حكم أم تكو) تأليف: محجوب برير- إخراج قمر الأنبياء وعماد الدين إبراهيم- قاعة الصداقة- من دور النوم 1984م.
- مسرحية (فويسك) تأليف: بوشنر- إخراج فتح عبد العزيز- مسرح قصر الشباب والأطفال- في دور فويسك 1985م.
- تجارب فن التمثيل:

1- دراما شيرتو- مسرح كلية الموسيقى والدراما مارس 1983م (تعبير حركي).
2- التجسيد الحركي للموسيقى- تجربة مسرح الجسد- مسرح كلية الموسيقى والدراما 1986م.
3- الوتر والضلع والمثلث- إخراج ناصر الشيخ- مسرح التلفزيون- تمثيل صامت 1986م.
4- الشطرنج- تعبير حركي- مهرجان المسرح التجريب الدولي الثاني- مسرح ميامي 1990م.
- التأليف الإذاعي:

1- مسلسل (عندما توقف الزمن) 7 حلقات- 1983م.
2- مسلسل (الوجه المستعار) 13 حلقة- 1984م.
3- مسلسل (الشيمة) 18 حلقة- 1987م.
4- مسلسل (العنكبوت) 24 حلقة- 1999م.
5- مسلسل (الإطار) 5 حلقات- 1999م.
6- مسلسل (العودة إلى المستقبل) 7 حلقات- 1999م.
7- مسلسل (الزمن) 30 حلقة- 2003م.
8- سلسلة (خبايا) 30 دقيقة- 2009م.
- تمثيليات سهرة 45-60 دقيقة:

1- خبايا
2 - عود الثقاب
3- قلق
4- أحلام
5- تفاؤل وتشاؤم
6- الخوف
7- النوم
8- اللوحة
9- ألمس
10- هستيريا
11- اغتراب
12- دون كيشوت
13- في ضيافة ملك (بعانخي)
- برامج درامية:

- في مرآة الخلود- 16 حلقة – 45 دقيقة- 1984م.
- ردهات في عمق الزمن- 16حلقة- 45 دقيقة- 1994م.
- في مستشفى الذاكرة- 8 حلقات- 15 دقيقة- 1986م.
- صور غريبة- 15 حلقة- 15 دقيقة- 1999م.
- مألوف غير مألوف- 15 دقيقة-1999م.
- على أجنحة المعنى- 45 حلقة- 15 دقيقة- 2003م.
- غرائب- عجائب حقائق-15 دقيقة-2009م.
- في صحبة عارف- 90 حلقة- 5 دقائق- 2008م.
- المهرجانات:

- شارك في مهرجان المسرح العربي- القاهرة بمسرحية المجمرة- إخراج 1979م.
- شارك في احتفالات (اليوبيل الذهبي لأعياد بخت الرضا الدويم) بمسرحية شخوص ومؤلف- إخراج 1985م.
- شارك في مهرجان المسرح التجريبي الدولي الأول- القاهرة بمسرحية (نقابة المنتحرين) إخراج سبتمبر 1989م.
- شارك في مهرجان المسرح التجريبي الدولي الثاني- القاهرة بمسرحية (سيزوي بانزي مات) إخراج 1990م – وبمسرحية الشطرنج تمثيل.
- مثل أكاديمية الفنون بالقاهرة مرتين بالمشاركة.
الأولى: في مهرجان المسرح التجريبي الدولي الثاني بمسرحية (أوسكوريال) تأليف: ميشيل جليدرود- إخراج 1990م.
الثاني: في معرض الكتاب الدولي الرابع والعشرين بالقاهرة- مسرحية (أسمع يا عبد السميع) تأليف: عبد الكريم برشيد- إخراج 1991م.
- اللجان:

- عمل عضواً للجنة الفنون بالهيئة القومية للثقافة والفنون في الفترة من مارس 1993م إلى يناير 1999م.
- عمل عضواً للمجلس الأعلى للثقافة في الفترة من 1996م إلى 1998م.
- عمل عضواً لمجلس أساتذة كلية الموسيقى والدراما منذ 1994م.
- شارك في الكثير من اللجان الفنية ولجان التقييم في الفنون الشعبية والمسرح القومي والتلفزيون.
- شارك في كثير من لجان الخرطوم عاصمة للثقافة العربية 2005م- لجنة الافتتاح- ولجنة الختام وورش عمل للوفود الزائرة.
- النشاطات الثقافية:

- المقابلات واللقاءات الفنية بالصحف والمجلات والإذاعة والتلفزيون محلياً وخارجياً.
- كتبت عن بعض أعمال الدراسات النقدية الأكاديمية في مجلة المسرح المصرية المتخصصة.
- عمل عضواً في لجان تطوير وتعديل برامج الدراما للدبلوم الوسيط- 2008م.
- عمل عضواً في أمانة الحوار والملتقى الفكري- الخرطوم عاصمة الثقافة.
- عمل رئيساً للجنة التحكيم لمهرجان البقعة الدورة الرابعة- 2004م.
- عمل عضواً في اللجنة العليا لمهرجان الثقافة الرابع.
- عمل عضواً للجنة العليا لمؤتمر الطقوس 2005م.
عمل عضواً ومقرراً للجنة العليا لمؤتمر المسرح والتداخل الثقافي- 2007م.
- عضواً للمجلس- أبحاث الكلية في الفترة من 1996م- 2009م.